# Marie Tonoir

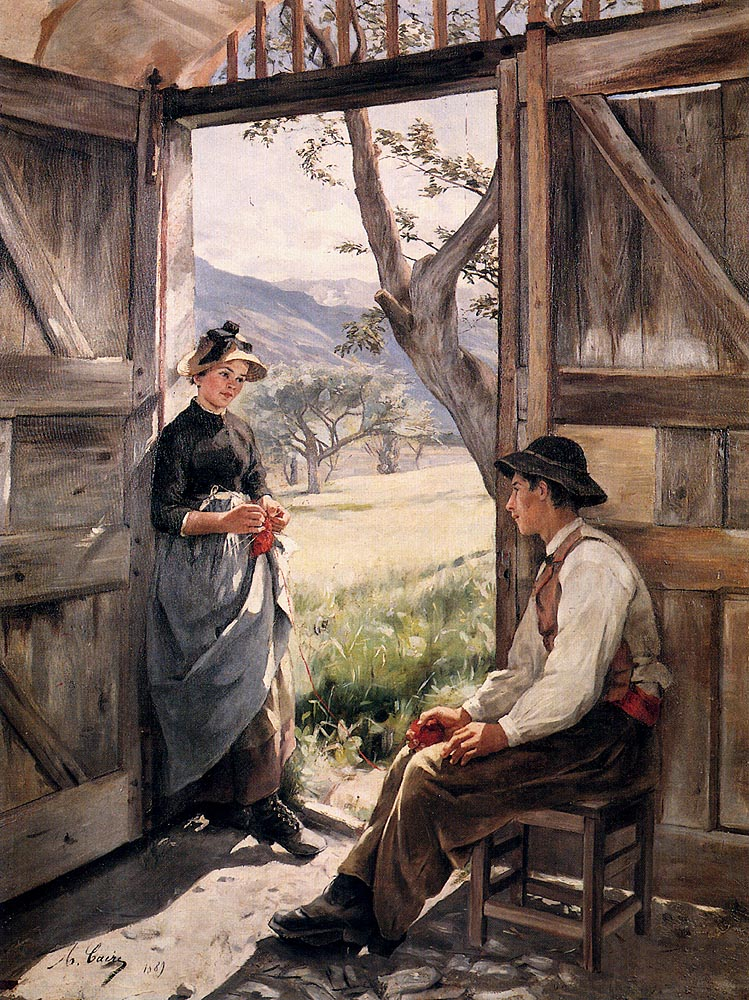
Junge Bauern

Marie Caire Tonoir geb. Mary Tonoir (* 25. August 1860 in Lyon; † 12. März 1934 in Jausiers) war eine französische Malerin.
Marie Tonoir studierte Malerei in Lyon unter der Leitung von Joseph Guichard und Pierre Miciol. Sie heiratete 1857 den Maler Jean Caire und zog mit ihm nach Paris, um gemeinsam an der Académie Julian zu studieren. Beide Eheleute nahmen an vielen Ausstellungen teil. Marie Caire Tonoir erhielt 1892 den dritten Preis auf dem Salon des artistes français.
Im Jahr 1899 zog das Ehepaar auf den Familienbesitz Davis nahe der Stadt Jausiers. Mary beschäftigte sich weiterhin mit der Malerei, während Jean sich zunehmend der wirtschaftlichen Entwicklung des Ubaye-Tals im Département Alpes-de-Haute-Provence widmete. 
Das Paar besuchte mehrmals Algerien und Tunesien, insbesondere die Stadt Biskra, wo viele Bilder des orientalen Genres entstanden. Eines der Bilder diente 2012 als Vorlage für eine französische Briefmarke.
Maria wurde Mitglied der Gesellschaft Französischer Maler-Orientalisten.